# 31 Korpus Armijny (Imperium Rosyjskie)
31 Korpus Armijny (ros. 31-й армейский корпус; 31 ак) – korpus Armii Imperium Rosyjskiego. 
31 Korpus Armijny został sformowany w 1914 roku, w czasie I wojny światowej. Rozformowany w 1918 roku. 

## Podporządkowanie
- 4 Armii (15 XI 1914 – 17 I 1915)
- 13 Armii (17 II – 19 VIII 1915)
- 3 Armii (1 VIII 1915 – 1 VII 1916)
- Armii Specjalnej (1 VII – 1 XI 1916)

## Dowódcy korpusu
- generał artylerii  Paweł Iwanowicz Miszczenko (III 1915 – IV 1917)
- generał lejtnant Siergiej Matwiejewicz Pospiełow (IV – V 1917)
- generał lejtnant Aleksander Iwanowicz Bieriezowski (od V 1917)